# Marek Lejk
Marek Lejk (ur. 2 kwietnia 1950 w Zduńskiej Woli) – polski lekarz, samorządowiec i urzędnik państwowy.

## Życiorys
W 1974 ukończył studia na Wydziale Lekarskim Akademii Medycznej w Warszawie, w 1997 uzyskał stopień naukowy doktora nauk medycznych na tej samej uczelni. W latach 1976–1982 był lekarzem kadry narodowej Polski w pięcioboju nowoczesnym. Pracował jako chirurg ortopeda w szpitalach warszawskich, jednocześnie uzupełniał wykształcenie w dziedzinie zarządzania zakładami służby zdrowia. Był ekspertem i doradcą ministra zdrowia. W latach 1999–2001 dyrektor Wydziału Zdrowia i Polityki Społecznej Urzędu Marszałkowskiego województwa mazowieckiego, a 2001–2002 wicemarszałek województwa mazowieckiego.
Od 2004 do maja 2008 był zastępcą prezesa Narodowego Funduszu Zdrowia ds. służb mundurowych. 7 września 2004 premier Marek Belka powierzył mu czasowo pełnienie obowiązków prezesa NFZ po odwołaniu Lesława Abramowicza. 30 września 2004 nowym prezesem NFZ został Jerzy Miller.
W 2002 otrzymał Złoty Krzyż Zasługi.